# Cucullia graeseri
Cucullia graeseri là một loài bướm đêm trong họ Noctuidae.